# 2048 (trò chơi điện tử)
2048 là một trò chơi giải đố do tác giả Gabriele Cirulli, một lập trình viên web trẻ 19 tuổi người Ý, tạo ra vào tháng 3 năm 2014. Mục tiêu của trò chơi là trượt các khối vuông có mang số trên một lưới vuông để kết hợp chúng lại và tạo ra khối vuông có giá trị 2048.
Đây có thể xem như một dạng trò chơi giải đố trượt khối vuông và rất giống với ứng dụng Threes! ra mắt một tháng trước đó. Cirulli tạo ra trò chơi này chỉ trong một cuối tuần để tự kiểm nghiệm xem mình có thể viết một trò chơi từ bản phác thảo hay không.

## Cách chơi

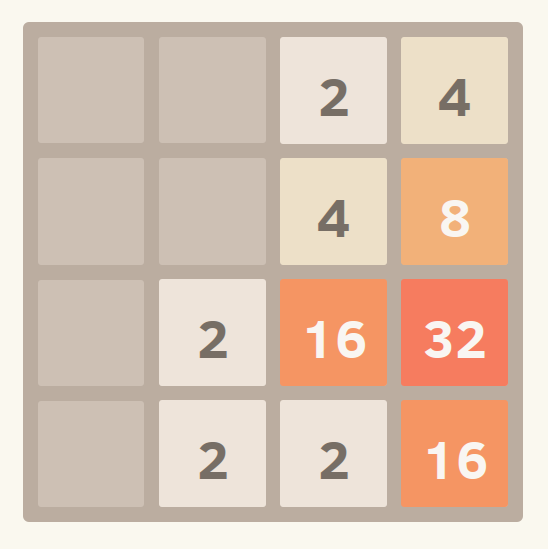
Một ván 2048 đang chơi dở.

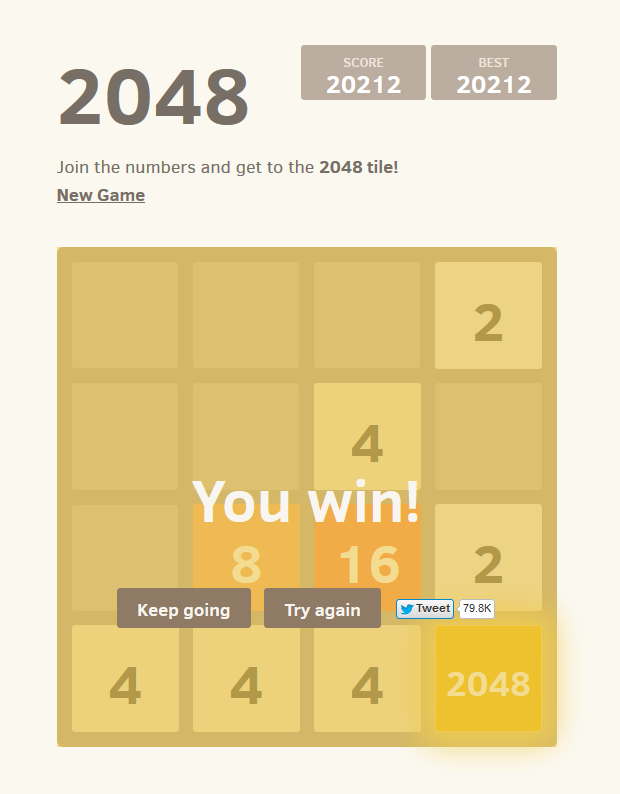
Một ván 2048 chơi thắng. Khối vuông có giá trị 2048 nằm ở góc dưới bên phải lưới ô vuông.

2048 chơi trên một lưới vuông 4×4. Mỗi lần di chuyển là một lượt, người chơi sử dụng các phím mũi tên và các khối vuông sẽ trượt theo một trong bốn hướng tương ứng (lên, xuống, trái, phải). Mỗi lượt có một khối có giá trị 2 hoặc 4 sẽ xuất hiện ngẫu nhiên ở một ô trống trên lưới. Các khối vuông trượt theo hướng chỉ định cho đến khi chạm đến biên của lưới hoặc chạm vào khối vuông khác. Nếu hai khối vuông có cùng giá trị chạm vào nhau, chúng sẽ kết hợp lại thành một khối vuông có giá trị bằng tổng giá trị hai khối vuông đó (giá trị gấp đôi). Khối vuông kết quả không thể kết hợp với khối vuông khác một lần nữa trong một lượt di chuyển. Để dễ nhận biết thì các khối vuông giá trị khác nhau sẽ có màu sắc khác nhau.
Bảng điểm ở góc trên bên phải cho biết điểm của người chơi. Ban đầu điểm bằng 0. Khi hai khối vuông kết hợp thì người chơi sẽ tăng điểm là giá trị khối vuông mới. Bên cạnh điểm hiện tại là kỉ lục điểm cao nhất người chơi từng đạt được.
Khi người chơi tạo được ô vuông có giá trị 2048 thì thắng cuộc. Lúc này người chơi có thể lựa chọn tiếp tục chơi để đạt các giá trị cao hơn 2048. Khi không còn nước đi hợp lệ (không còn ô trống và các ô kề nhau đều khác giá trị) thì trò chơi kết thúc.

## So sánh vớiFlappy Bird
2048 được một số nhà bình luận so sánh với Flappy Bird. Cả hai trò chơi này đều tạo ra từ nền tảng các trò chơi đã có trước đó. Thành công của chúng dẫn đến hình thành những trò chơi tương tự, bắt chước. Cả hai trò này đều có thể làm người chơi bị nghiện. JayIsGames so sánh 2048 với Flappy Bird "nhưng không làm người chơi tức điên lên (vì không thắng được)". Khi được hỏi liệu có ý thức rằng cuối cùng mình cũng sẽ rơi vào tình trạng bị áp lực như tác giả của Flappy Bird, Cirulli trả lời rằng anh đã "trải qua giai đoạn đó" ở mức độ thấp hơn và mỗi khi anh quyết định không kiếm tiền từ 2048 thì anh "chấm dứt được cảm giác không thoải mái".